# Emil Mumssen
Emil Max Gotthold Augustus Mumssen (* 21. August 1871 in Hamburg; † 24. Dezember 1935 ebenda) war ein deutscher Jurist und Hamburger Senator.

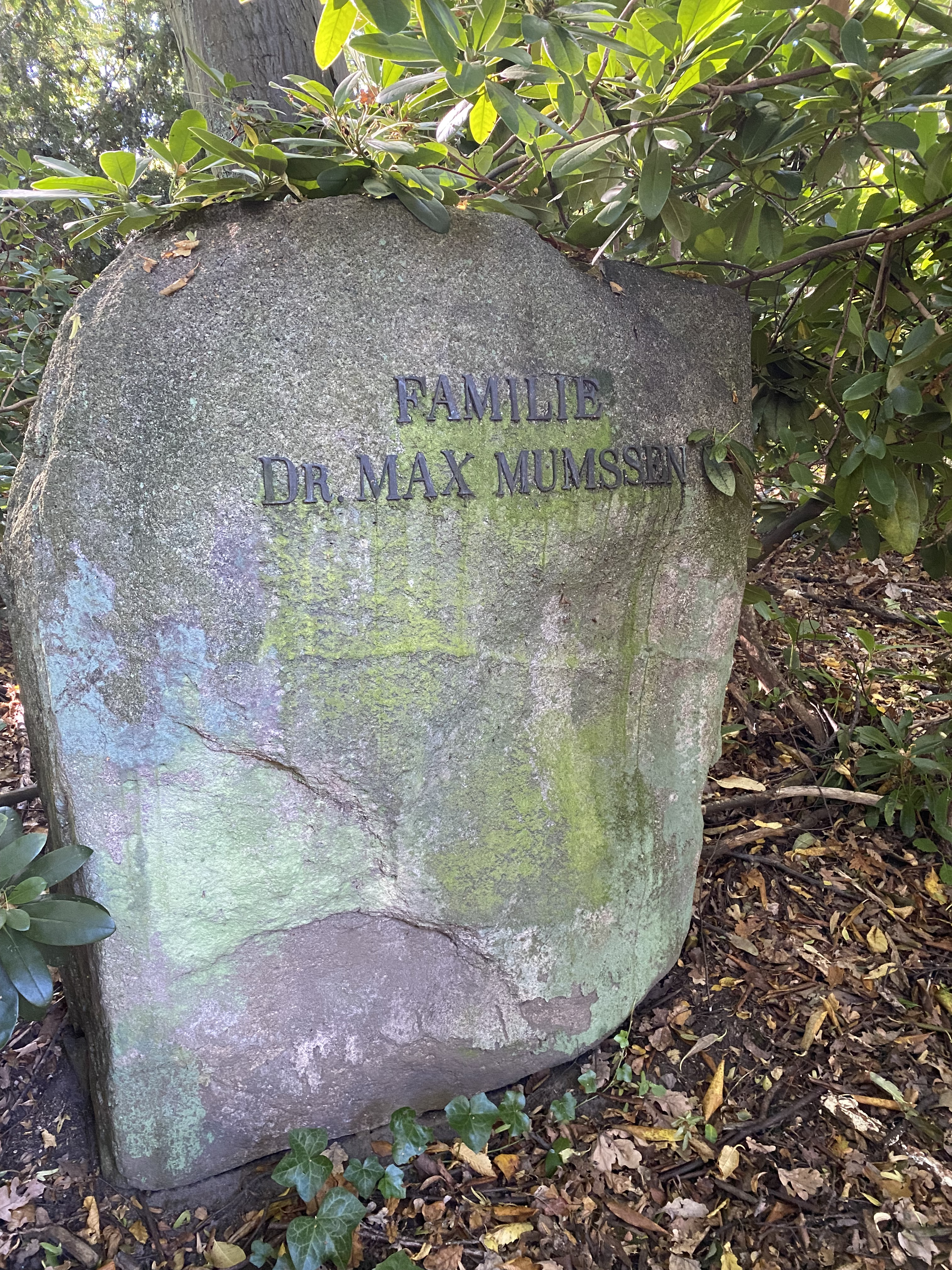
Grabstätte Emil Mumssen auf dem Ohlsdorfer Friedhof

## Leben
Mumssen wurde als Sohn von Wilhelm Mumssen (1835–1882), eines Oberlehrers an der Gelehrtenschule des Johanneums geboren. Er wuchs in Hamburg auf und besuchte ebenfalls das Johanneum, das er mit dem Abitur abschloss. Mumssen studierte in Tübingen, Leipzig und Berlin Rechtswissenschaften, bevor er sich 1895 als Anwalt in Hamburg niederließ. Er war über 10 Jahre in der Kanzlei Mumssen & Grallert tätig, bevor er 1906 Syndikus der Hamburg-Amerikanische Packetfahrt-Actien-Gesellschaft wurde. 1907 wurde Mumssen von den Notabeln in die Hamburgische Bürgerschaft gewählt, wobei er sich der Fraktion Linkes Zentrum anschloss. Er war das einzige Mitglied dieser Fraktion, das je in den Senat gewählt wurde. Während seiner Bürgerschaftszeit wurde Mumssen auch zum Mitglied des Oberverwaltungsgerichts gewählt. Am 19. Februar 1909 wurde er für den verstorbenen Johann Otto Stammann in den Senat gewählt. Mumssen schied während des Ersten Weltkrieges im April 1918 aus dem Senat aus, um Direktor der Hamburger Hochbahn zu werden. Carl Wilhelm Petersen wurde zu seinem Nachfolger in den Senat gewählt. Als Direktor der Hochbahn wirkte Mumssen bis zu seiner vorgezogenen Pensionierung 1933.
Emil Mumssen wurde in der Familiengrabstätte auf dem Friedhof Ohlsdorf beigesetzt. Sie befindet sich im Planquadrat F 21 nahe dem Fußgängereingang Edwin-Scharff-Ring.